# Sigmund Haller von Hallerstein
Sigmund Haller von Hallerstein (* 22. Oktober 1861 in Speyer; † 20. März 1936 in Großgründlach) war ein deutscher Sozialdemokrat in Bayern. 1918 wandelte er sich zum Monarchisten.

## Leben
Sigmund Haller von Hallerstein entstammte der Nürnberger Patrizierfamilie Haller von Hallerstein. Er besuchte das Gymnasium in Bamberg. Nach dem Abitur erlaubte sein Vater ihm nicht ins Bankwesen zu gehen oder Kaufmann zu werden. So begann er 1880 an der Friedrich-Alexander-Universität Erlangen Medizin zu studieren. Er war sechs Semester im Corps Onoldia aktiv. Als Inaktiver wechselte er an die Philipps-Universität Marburg und die Christian-Albrechts-Universität zu Kiel. In Kiel wurde er approbiert und zum Dr. med. promoviert.
1887/88 war er Assistenzarzt in München. Im Dreikaiserjahr heiratete er seine Cousine Mia Freiin v. Haller. Die Ehe blieb kinderlos. Durch den Tod seiner Eltern finanziell unabhängig geworden, konnte er seiner alten Neigung folgen und die Welt bereisen. Schon als Zehnjähriger hatte er „Weltreisender“ werden wollen. Als Schiffsarzt beim  Norddeutschen Lloyd kam er ab dem Frühjahr 1889 nach Nordamerika, Südamerika und Ostasien. Die auf diesen Reisen gesammelten Erfahrungen – das Massenelend unter den Auswanderern in den Hafenstädten – veranlassten ihn nach seiner Rückkehr im Jahre 1892, sich dem Studium der Volkswirtschaft und der Rechtswissenschaft in Erlangen, München, Genf und Berlin zuzuwenden. Zu einem Abschluss brachte er es nicht. In jener Zeit hätte Haller in den Reichsdienst treten und Konsul werden können; er hatte aber Gustav Nachtigal und Karl von Gravenreuth kennengelernt und teilte ihre (weit verbreitete) Empörung über den Vertrag zwischen Deutschland und England über die Kolonien und Helgoland: „Einer Regierung, die solche Sachen macht, kann ich keinen Verfassungseid leisten.“
Ab 1893 praktizierte er als Arzt in München. 1895 kaufte er sich in Sankt Alban (Dießen am Ammersee) an. Dort betrieb er Gartenbau, Jagd und Fischerei. Er war Distriktsrat und Aufsichtsrat der Chemischen Fabrik Heufeld. Trotzdem unbefriedigt, wandte er sich mehr und mehr dem öffentlichen Leben und der Politik zu.
Die Weltreisen, ein längerer Aufenthalt in England und das Sommersemester in Genf – wo er Republikaner aller Länder sowie Albert Südekum und Georg von Vollmar kennengelernt hatte – brachten ihn zur Sozialdemokratie. Ihr anzugehören bedeutete gesellschaftliche Isolation und Arbeit in Parlament oder Partei wurde nicht bezahlt. Trotzdem wurde Haller 1899 Sekretär der bayerischen Landtagsfraktion. In den Jahren 1900 bis 1903 nahm er als Delegierter an den Parteitagen teil. Dass er in einer öffentlichen Landtagssitzung den Ministerpräsidenten Friedrich Krafft von Crailsheim scharf angriff, fand die Missbilligung seines Corps. Haller gab das Band zurück.
Zwischen 1905 und 1907 war er Mitglied des Distriktrats in Landsberg am Lech. Hallerstein, auch „Roter Freiherr“ genannt, stand auf dem eher linken Flügel der bayerischen SPD. Er war einer der profiliertesten Kritiker des reformistisch orientierten Vorsitzenden Georg von Vollmar. Er bekämpfte auch Kurt Eisners Versuch, der zu dieser Zeit ebenfalls gemäßigt auftrat, die Redaktionsleitung der Fränkischen Tagespost zu übernehmen. Haller vertrat 1900–1905 den Wahlkreis Nürnberg 60 und 1907–1918 den Wahlkreis Erlangen in der Kammer der Abgeordneten (Bayern). Im Jahr 1907 kandidierte er in Rothenburg ob der Tauber vergeblich für den Reichstag (Deutsches Kaiserreich). 1910 war er Mitgründer von Gartenstadt (Nürnberg). Außerdem war er von 1911 bis 1920 Steuerausschussmitglied beim Stadtrentamt München II. Im Dezember 1918 wurde er Mitglied des provisorischen Nationalrats. In der Novemberrevolution wurde er Staatsrat im Bayerischen Finanzministerium. Bis zum 1. November 1919 im Amt, erwarb er sich Verdienste, indem er einen Missbrauch der Königlichen Bank – in Bayerische Staatsbank umbenannt – verhinderte. Am 12. Januar 1919 wurde er in den Landtag gewählt. Im selben Jahr wandelte er sich zum Monarchisten.

„Angewidert durch die Parteireibereien rein persönlicher Art und durch das ehrlose Verhalten der Sozialdemokratischen Partei zu Ende des Weltkrieges, hat sich Haller 1919 feierlich von allen Parteibindungen losgesagt. Nach seinem Ausscheiden aus der Partei suchte Haller nunmehr den Anschluß an das Corps wieder herzustellen. Die Angelegenheit mit Graf Crailsheim wurde durch einen Briefwechsel, der dem Grafen sowohl wie Haller in gleicher Weise Ehre machte, aus der Welt geschafft. So erhielt Haller das Band wieder zurück.“

In München trat er 1919 als Volontär in den Dienst der Dresdner Bank. 1920 war er Erster Vizepräsident des Parlaments. 1922 – zur Zeit der  Deutschen Inflation 1914 bis 1923 – wechselte er zur Bayerischen Vereinsbank. Er war in der Aufwertung und im Archiv tätig. Nach Erreichen der Altersgrenze schied er mit 65 Jahren auf eigenen Wunsch aus. Als Familienältester und Patronatsherr übersiedelte er 1924 in das freigewordene Schloss Großgründlach. Er sorgte für die Instandhaltung des Schlosses und der Arbeiterwohnungen, kümmerte sich um die Verpachtung des Grundbesitzes und die Verwaltung der Familienstiftungen und pflegte mit besonderer Liebe den Schlossgarten. Bis 1926 arbeitete er noch bei der Bayerischen Vereinsbank in Nürnberg. Seit dem Herbst 1933 lungenkrank, starb er mit 74 Jahren.